# 卡利亞夸
卡利亞夸（Calliaqua）是加勒比海島國聖文森特和格林納丁斯聖文森特島聖喬治區的一個城鎮，位於該島南海岸，靠近該島最南點。為當地魚市場、當地籃球場、體育場以及餐館和酒吧的所在地。